# Любаш (гора)
Любаш (зустрічається варіант  Любата) — гора в Західній Болгарії, в фізикогеографічній області Країште, Перницької області, частина Руйсько-Верілського гірського хребта. 
Гора є частиною Руйсько-Верілського гірського хребта,  схили якої на південному сході доходять до Брезницької котловини. На півночі і північному сході долина річки Ябланиця (права притока Єрми)  відокремлює гору від гір Стража і Завальська, а на заході  долина річки Светля (права притока Струми) від  Єрулської гори. На південному сході  сідловиною заввишки 830 метрів з'єднанується з Чорною горою. 
З північного заходу на південний схід її довжина становить близько 15 км, а ширина - до 7 км. Хребет гори не безперервний,  помітно виступають куполоподібні вершини, найвища з яких — пік Любаш (Момін Двор, Плешивець, 1398,8 м), що піднімається на її північній частині.  На півдні її висота поступово зменшується і  закінчується короткими і низькими хребтами.  Гора складається з вапняку, який на поверхні дуже ізрезаний карстами.  На півночі , із заходу на схід, знаходиться водорозділ головного вододілу Болгарії між  Чорним та Егейським морями.  Переважаючими ґрунтами є коричневі та світло-коричневі лісові.  Деякі її схили зарослі листяними лісами, а між лісовими масивами - великі пасовища. 
На горі та її схилах 12 сіл: Баниште, Бегуновці, Брезнишкі-Ізвор, Гигинці, Долішня Секирня, Кошарево, Кривонос, Лялинці, Ребро, Рижавець, Садовик, Станьовці. 
По північно-східному підніжжі, протяжністю 2,9 км, проходить ділянка дороги другого класу № 63  мережі державної дороги Перник -  Брезник - Тран - КПП "Стрезимирівці". 

## Топографічна карта
- Аркуш карти K-34-46. Масштаб: 1 : 100 000. (рос.) Зазначити дату випуску/стану місцевості.
- Аркуш карти K- Радомир. Масштаб: 1 : 100 000. Стан місцевості на 1978 р. (болг.)

## Зовнішні посилання
- Підйом на гору Любаш [Архівовано 2 квітня 2019 у Wayback Machine.]